# النجم المتدرب (فلم 1914)
النجم المتدرب (بالإنجليزية: The Star Boarder)، يعرف أيضا (تشارلي يقع في حب المديرة)، وهو فيلم كوميدي أمريكي صامت من عام 1914 بطولة تشارلي تشابلن تم إنتاجه في استوديوهات كيستون.

## القصة
تشارلي، المقيم في منزل داخلي، هو المفضل لدى زوجة صاحب المنزل. يشعر زملاؤه الذكور بالغيرة من الموقف ويكرهون تشارلي بسببه. وبسبب غيرتهم يرتبون موقف لتخويفه بدمية. ومن ثمة يخاف تشارلي ويهرب إلى الشرطة. وفي هذه الأثناء، يختبئ متشرد في خزانة. عثرت عليه الشرطة، مما جعل تشارلي بطلاً في ذلك الموقف. ومع ذلك، فإن الابن الصغير المؤذي للمالك، التقط سلسلة من الصور المساومة ويعرضها للجميع في عرض الفانوس السحري. تم الكشف عن فضيحتين: صورة واحدة تظهر تشارلي وهو يقبل زوجة المالك. وصورة آخرى يظهر آخر المالك وهو يمازح امرأة أخرى.
لعب الابن الصغير دور جوردون جريفيث. بعد أربع سنوات، لعب جريفيث دور الشخصية الشابة في أول فيلم مقتبس عن طرزان القرود.

## طاقم التمثيل
- تشارلي تشابلن - النجم المتدرب
- مينتا دورفي - لاندلادي
- إدغار كينيدي - زوج لاندلادي
- غوردون غريفيث - ابنهم
- أليس دافنبورت - صديق لاندلادي
- فيليس ألين - (متدرب غير معتمد)
- جيس داندي - (متدرب غير معتمد)
- بيلي جيلبرت - (متدرب غير معتمد)
- والاس ماكدونالد - (متدرب غير معتمد)
- هاري مكوي - (متدرب غير معتمد)
- روب ميلر - (متدرب غير معتمد)
- لي موريس - (متدرب غير معتمد)
- وليام نايغ - (متدرب غير معتمد)
- سانت جون - (متدرب غير معتمد)

## روابط خارجية
- مقالات تستعمل روابط فنية بلا صلة مع ويكي بيانات